# Argocoffeopsis kivuensis
Argocoffeopsis kivuensis är en måreväxtart som beskrevs av Elmar Robbrecht. Argocoffeopsis kivuensis ingår i släktet Argocoffeopsis och familjen måreväxter. Inga underarter finns listade i Catalogue of Life.